# Абдуллаев, Вагиф Идрис оглы
Вагиф Идрис оглы Абдуллаев (азерб. Vaqif İdris oğlu Abdullayev; род. 16 октября 1956, Ашагы-Шорджа, Басаргечарский район) — азербайджанский государственный деятель. Депутат парламента Азербайджана II созыва.

## Биография
Родился 16 октября 1956 года в с. Неркин-Шоржа Басаргечарского района Армянской ССР. Окончил Азербайджанский медицинский институт. В 1996 году окончил Бакинский институт социального управления и политологии.
С 1992 по 1994 год являлся заведующим отдела журнала «Yurd». С 1994 по 2000 год являлся советником Управления делами президента Азербайджана.
С 1998 по 2007 год являлся старшим преподавателем Академии государственного управления при президенте Азербайджана. Работал также на кафедре международных отношений Бакинского государственного университета.
В 1998 году получил учёную степень кандидата политических наук. В 2004 году получил учёную степень доктора политических наук. Темой его исследований являются дипломатия Азербайджана, нефтяная стратегия, национальное самосознание, совершенствование политической культуры.
В 2007 году получил учёное звание профессора.
В результате дополнительных выборов в парламент, прошедших 12 апреля 2002 года, избрался депутатом парламента Азербайджана.
Депутат Национального собрания Азербайджана II созыва (12 апреля 2002 — 2005) от Наримановского первого избирательного округа №24.
Являлся главой межпарламентской рабочей группы Азербайджан — Украина (с 13 мая 2003 года).
Глава Исполнительной власти Хызинского района (2 апреля 2007 — 10 апреля 2012).
Глава Исполнительной власти Бейлаганского района (10 апреля 2012 — 5 октября 2018).
Член политического совета партии «Новый Азербайджан».
Политолог. Его книги переведены на латышский, грузинский, русский, иврит, английский языки,

## Книги
- «Национальная идея: политический аспект» (Баку, 1998)
- «Он готов к большой политике» (Баку, 1999)
- «Азербайджан в среде новой дипломатии» (Баку, 2000)
- «Стратегия независимости» (Баку, 2002)
- «Президент мира и стабильности» (Баку, 2004)
- «Лидер планетарного мышления» (Баку, 2007)
- «Гейдар Алиев - вершина национальной политической элиты» (Баку, Издательство «Təhsil NPM», 2019 408 с.)
- Символ азербайджанского гуманизма (Баку, Издательство «Təhsil», 2021, 432 с.)

## Награды
- Орден «За службу Отечеству» III степени (14 октября 2015, за заслуги в общественно-политической жизни Азербайджанской Республики)[7]